# 彼得斯哈根-埃格斯多夫
彼得斯哈根-埃格斯多夫（德語：Petershagen/Eggersdorf）是德国勃兰登堡州的市镇，隶属于梅尔基施-奥得兰县，总面积为17.63平方千米，截至2020年总人口为15327人。